# Chicago Cultural Center
Il Chicago Cultural Center è un edificio di Chicago, in Illinois, negli Stati Uniti d'America.
L'edificio, di proprietà municipale, è la sede ufficiale di ricevimento della città dove il sindaco accoglie presidenti, sovrani, diplomatici e rappresentanti delle comunità.
Originariamente era la sede della biblioteca centrale ma fu trasformato in centro artistico e culturale per iniziativa del commissario degli affari culturali Lois Weisberg.
Come primo centro culturale municipale pubblico degli Stati Uniti, il Chicago Cultural Center è una delle attrazioni più popolari della città ed è considerata una delle più complete vetrine artistiche degli Stati Uniti.